# Anthony Ross
Pour les articles homonymes, voir Ross.
Anthony Ross est un acteur américain, né le 23 février 1909 à New York (État de New York), ville où il est mort le 26 octobre 1955.

## Biographie
Dans sa ville natale, Anthony Ross joue régulièrement au théâtre à Broadway dès 1932. Mentionnons La Nuit des rois de William Shakespeare (1940-1941, avec Maurice Evans et Helen Hayes), Arsenic et vieilles dentelles de Joseph Kesselring (1941-1943, avec Jean Adair, Josephine Hull et Allyn Joslyn), ainsi que La Ménagerie de verre de Tennessee Williams (1945-1946, ultime prestation à Broadway de Laurette Taylor).
Sa dernière pièce sur les planches new-yorkaises est Arrêt d'autobus (en) de William Inge (avec Kim Stanley, Albert Salmi et Elaine Stritch), représentée de mars 1955 à avril 1956. Mort prématurément d'une crise cardiaque au cours de cette production (en octobre 1955, à 46 ans), il est remplacé par Kent Smith.
Au cinéma, après deux courts métrages de 1939, le premier long métrage d'Anthony Ross est Winged Victory de George Cukor (avec Lon McCallister et Jeanne Crain), sorti en 1944, adaptation de la pièce éponyme de Moss Hart qu'il venait de jouer à Broadway en 1943-1944.
Suivent quatorze autres films américains, dont Le Carrefour de la mort d'Henry Hathaway (1947, avec Victor Mature et Brian Donlevy), La Cible humaine d'Henry King (1950, avec Gregory Peck et Helen Westcott), La Maison dans l'ombre de Nicholas Ray (1952, avec Ida Lupino et Robert Ryan) et Une fille de la province de George Seaton (avec Bing Crosby et Grace Kelly), son dernier film sorti en 1954.
Pour la télévision, il contribue à seize séries américaines entre 1949 et 1956 — diffusion après sa mort —, dont Tales of Tomorrow (un épisode, 1953) et The Telltale Clue (en) (intégrale en treize épisodes, 1954, dans le rôle principal du détective-lieutenant Richard Hale).
Enfin, durant sa carrière, Anthony Ross participe aussi à des séries radiophoniques, dont Broadway Is My Beat (en) (1949-1954, dans le rôle principal du détective Danny Clover).

## Théâtre à Broadway (intégrale)
- 1932-1933 : Whistling in the Dark de Laurence Gross et Edward Childs Carpenter[1], mise en scène de Frank Craven : Cossack (remplacement)
- 1933 : Riddle Me This de Daniel N. Rubin : Brown
- 1933 : Fly By Night de Richard F. Flournoy : le deuxième homme
- 1936 : Case of Clyde Griffiths, adaptation par Erwin Piscator et Lena Goldschmidt du roman The American Tragedy de Theodore Dreiser, mise en scène de Lee Strasberg : un travailleur
- 1936 : Prelude, adaptation de J. Edward Shugrue et John O'Shaughnessy
- 1936 : 200 Were Chosen d'Ellsworth Prouty Conkle : Tom Johnson
- 1937 : But for the Grace of God de Leopold L. Atlas : Wilson
- 1937 : Excursion de Victor Wolfson : Woods
- 1937 : Too Many Heroes de Dore Schary, mise en scène de Garson Kanin : Stevenson
- 1938 : The Greatest Show on Earth de Vincent Duffey et Irene Alexander : Leo
- 1938 : Washington Jitters, adaptation par John Boruff et Walter Hart du roman éponyme de Dalton Trumbo : Harvey Upp
- 1938 : The Devil Takes a Bride de Joe Bates Smith : Gregory Jaried
- 1940 : Richard II de William Shakespeare, production de Maurice Evans : Lord Willoughby
- 1940-1941 : La Nuit des rois, ou Ce que vous voudrez (Twelfth Night, Or what you will) de William Shakespeare, musique de scène de Paul Bowles : le capitaine du navire / un soldat

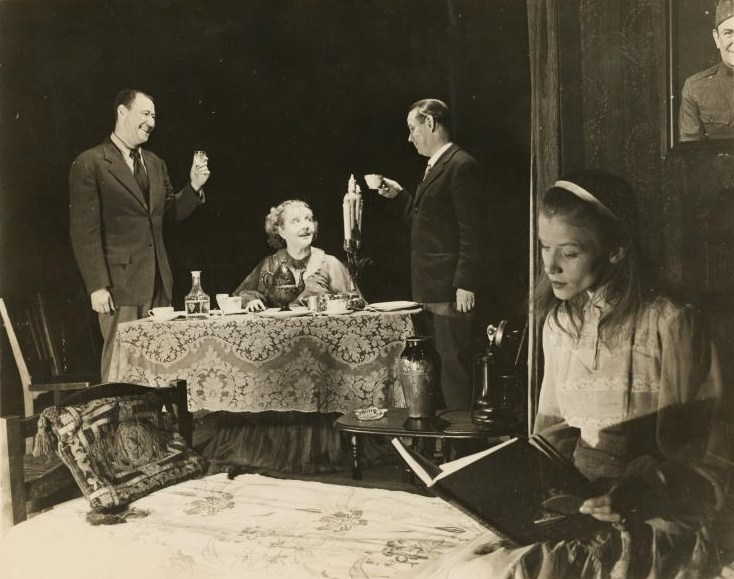
De g. à d. : Anthony Ross, Laurette Taylor, Eddie Dowling et Julie Haydon, dans La Ménagerie de verre (Broadway, 1945)

- 1941-1943 : Arsenic et vieilles dentelles (Arsenic and Old Lace) de Joseph Kesselring, production d'Howard Lindsay et Russel Crouse, mise en scène de Bretaigne Windust : l'agent O'Hara[2]
- 1942 : This Is the Army, revue, musique et lyrics d'Irving Berlin, livret de James McColl et Irving Berlin, mise en scène d'Ezra Stone
- 1943-1944 : Winged Victory de (et mise en scène par) Moss Hart, costumes d'Howard Shoup : M. Gardner
- 1945-1946 : La Ménagerie de verre (The Glass Menagerie) de Tennessee Williams, musique de scène de Paul Bowles : Jim O'Connor[3]
- 1947 : It Takes Two de Virginia Faulkner et Dana Suesse, mise en scène de George Abbott : le moine Rathburn
- 1948 : The Survivors de Peter Viertel, Irwin Shaw et Martin Gabel, mise en scène de ce dernier : Tom Cameron
- 1948 : The Cup of Trembling de Louis Paul, mise en scène de Paul Czinner : William Lundeman
- 1949 : Leaf and Bough de Joseph Hayes, mise en scène de Rouben Mamoulian : Bert Warren
- 1950-1951 : Season in the Sun de Wolcott Gibbs, mise en scène de Burgess Meredith : Arthur Dodd
- 1952 : Sunday Breakfast d'Emery Rubio et Miriam Balf : George Decker
- 1952 : In Any Language d'Edmond Beloin et Henry Garson, mise en scène de George Abbott, décors et costumes de Raoul Pène Du Bois : Charlie Hill (remplacement)
- 1953 : The Emperor's Clothes de George Tabori : Peter
- 1953 : The Frogs of Spring de Nathaniel Benchley, mise en scène de Burgess Meredith : James Allen
- 1954 : The Starcross Story de Diana Morgan : James Trenchard
- 1955 : Arrêt d'autobus (Bus Stop) de William Inge : Dr Gerald Lyman

## Filmographie partielle

### Cinéma
- 1939 : Three-Minute Fuse de Joseph Henabery (court métrage) : un travailleur
- 1944 : La Victoire des ailes (Winged Victory) de George Cukor : Ross
- 1944 : Boomerang ! d'Elia Kazan : Warren
- 1947 : Le Carrefour de la mort (Kiss of Death) d'Henry Hathaway : « Big Ed » Williams
- 1949 : Une incroyable histoire (The Window) de Ted Tetzlaff : Ross
- 1950 : L'Engin fantastique (The Flying Missile) d'Henry Levin : l'amiral Bradley
- 1950 : De minuit à l'aube (Between Midnight and Dawn) de Gordon Douglas : le lieutenant de police Masterson
- 1950 : The Skipper Surprised His Wife d'Elliott Nugent : Joe Rossini
- 1950 : Perfect Strangers de Bretaigne Windust : Robert « Bob » Fisher
- 1950 : La Cible humaine (The Gunfighter) d'Henry King : le shérif-adjoint Charlie Norris
- 1952 : La Maison dans l'ombre (On Dangerous Ground) de Nicholas Ray : Pete Santos
- 1953 : Taxi de Gregory Ratoff : M. Alexander
- 1953 : Filles dans la nuit (Girls in the Night) de Jack Arnold : Charlie Haynes
- 1954 : Sur la trace du crime (Rogue Cop) de Roy Rowland : le père Ahearn
- 1954 : Une fille de la province (The Country Girl) de George Seaton : Philip Cook

### Télévision
(séries)
- 1953 : Tales of Tomorrow, saison 2, épisode 33 The Rival
- 1954 : The Telltale Clue, saison unique, 13 épisodes (intégrale) : le détective-lieutenant Richard Hale

## Radio (sélection)
- 1949-1954 : Broadway Is My Beat, série (intégrale) : le détective Danny Clover